# Anolis pinchoti
Anolis pinchoti – gatunek środkowoamerykańskiej jaszczurki z rodziny Anolidae.

## Systematyka
Gatunek zalicza się do rodzaju Anolis, klasyfikowanego obecnie w monotypowej rodzinie Anolidae. W przeszłości rodzaj ten zaliczany był do licznej w gatunki rodziny legwanowatych (Iguanidae).

## Rozmieszczenie geograficzne
Gad ten występuje na trzech należących do Kolumbii wyspach na Morzu Karaibskim: Providencia, Santa Catalina i Crab Cay. Powierzchnia zasięgu tego gatunku wynosi około 24 km².

## Siedlisko
Jaszczurki te zamieszkują tereny o niskiej wilgotności – żyją w zaroślach, suchych lasach i na ich skrajach; spotykane są też na plantacjach bananów.

## Zagrożenie i ochrona
W Czerwonej księdze gatunków zagrożonych IUCN Anolis pinchoti od 2021 roku jest klasyfikowany jako gatunek najmniejszej troski (LC, ang. Least Concern); wcześniej, od 2011 roku uznawany był za gatunek narażony (VU, Vulnerable).
Gatunek opisywany jest jako pospolity, a trend jego liczebności prawdopodobnie jest stabilny. Część jego zasięgu leży w obrębie Parku Narodowego Old Providence McBean Lagoon i Sea Flower Biosphere Reserve.